# 아코마 푸에블로

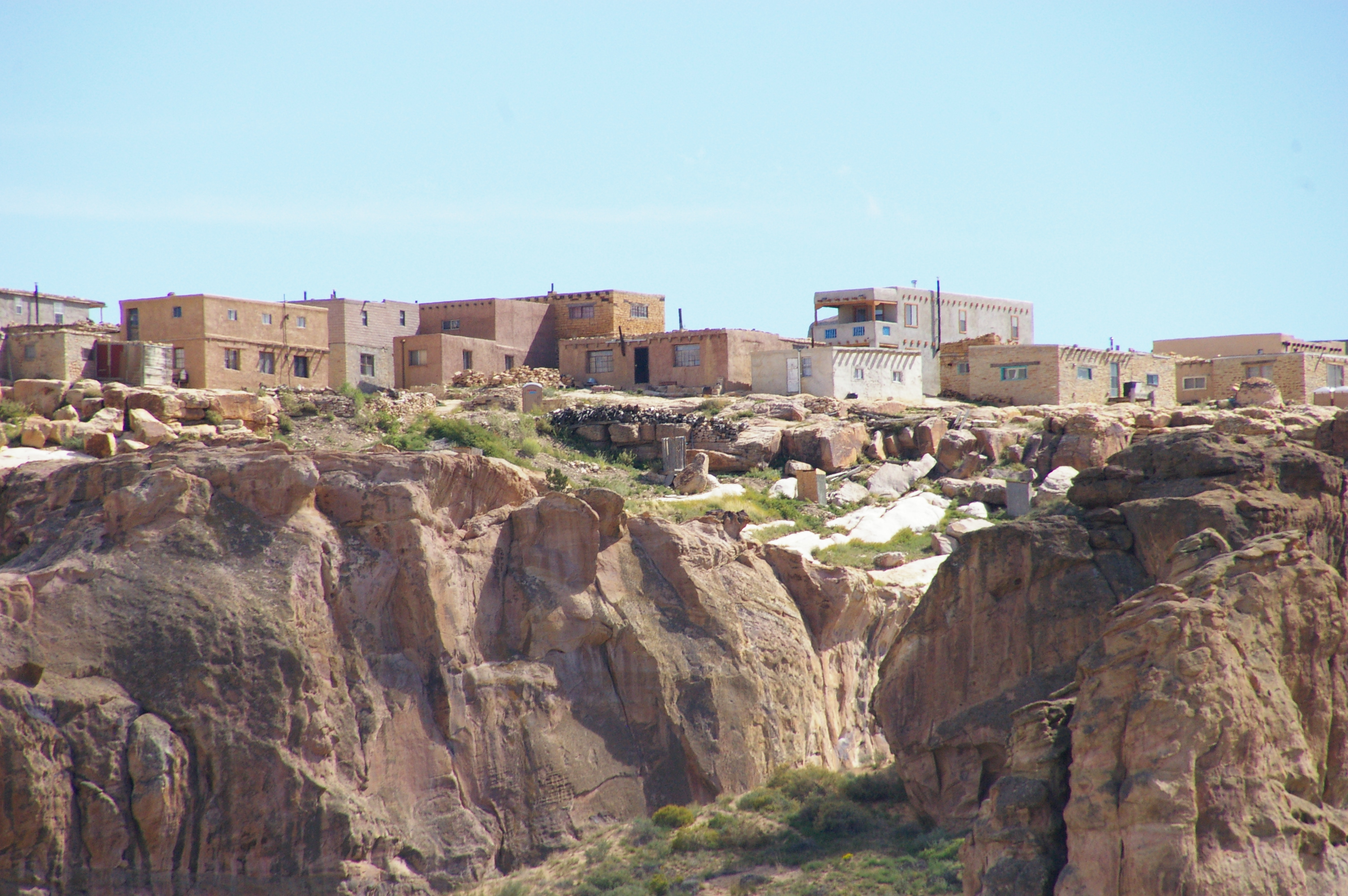
메사위에 자리 잡은 아코마 푸에블로(Acoma Pueblo) 마을

아코마 푸에블로(영어: Acoma Pueblo)는 미국 뉴멕시코주 앨버커키에서 서쪽으로 약 60마일(97km) 떨어진 곳에 있는 아메리카 원주민 푸에블로 인디언이다. 아코마 푸에블로 마을은 스카이시티( Sky City, Old Acoma), 아코미타(Acomita), 안잨(Anzac), 멕카티스(McCartys) 등 4개의 커뮤니티로 구성되어 있다.
아코마 푸에블로 부족은 연방정부가 인정하는 부족단체이며 아코마 푸에블로가 차지하는 땅은 총 431,664 에이커에 달한다. 오늘날 아코마 푸에블로 원주민의 대부분은 주로 아코마 인디언 보호구역 안에 거주하고 있다. 아코마 푸에블로는 국립 역사 유적지로 지정되어 있다.
2010년 미국 인구 조사에 따르면 아코마 푸에블로 인디언의 인구는 4,989명으로 밝혀졌다. 아코마 사람들은 10 세기 이전에 이곳에 와서 정착했다고 믿고있다. 아코마 푸에블로는 타오스 푸에블로와 호피 푸에블로와 함께 미국에서 가장 오래 거주해온 푸에블로 원주민 마을로 알려졌다.

### 이름
아코마라는 이름의 기원에는 몇 가지 해석이 있다. 아코마라는 이름은 케레스(Keres)어 '아쿠메'에서 유래하는데 케레스어 단어로 아쿠("aa'ku")가 "흰 바위", 메("meh")가 "사람들"을 뜻하기 때문에 "흰 바위 위에 사는 사람들"이란 의미하는 것으로 알려져 있다. 또 '아쿠'는 '갖추다'를 뜻하는 단어 '하크'('haaku')에서 유래했기 때문에 메사 위의 방어에 적합한 장소에 "언제나 준비되어 있는 곳"(a place always prepared)
을 의미한다는 설도 있다. 푸에블로는 스페인어로서 마을이란 단어이다. 스페인 탐험대가 뉴멕시코의 원주민을 처음 만났을 때 마을에 모여 사는 인디언이라고 해서 푸에블로라고 일컫게 되었다. 스카이시티(Sky City), 번역하면 '하늘의 도시'라는 아코마의 별명은 높은 메사 언덕 위에 마을이 형성된 까닭에 외부 사람들에 의해서 부쳐진 별명이며 아코마의 원래 이름과는 관계가 없다.

## 아코마 푸에블로 역사

### 선사시대
푸에블로 사람들은 지금의 콜로라도 남쪽 메사버드(Mesa Verde)에 거주하던 푸에블로 선조(아나사지 인디언으로도 알려져 있다)가 이동해 내려온 것으로 믿고 있다. 또 다른 설은 남쪽에 살던 모고옌(Mogollon) 원주민의 후손으로도 알려져 있다. 이러한 사실은 아코마 사람들의 건축, 농경 스타일, 예술성에서 나타난다. 13세기에 이르러 메사버드계곡 절벽 벼랑 거주지에 살던 푸에블로 인디언의 선조가 고향을 버리고 이 지역으로 이주해 왔다는 설이 일반적으로 믿어지고 있다.
그러나 아코마 푸에블로 인들은 11세기에 이미 지금의 메사 위에 푸에블로가 세워졌다고 말하고 있다. 메사 위에 어도비 벽돌로 1144년경에 지은 것으로 추정되는 건물 유적이 이를 설명해 준다. 아코마 푸에블로는 미국에서 가장 오래전부터 계속 거주해온 마을 중 하나가 된다.

### 유럽인 접촉
유럽인이 아코마 푸에블로 사람을 만난 것은 1540년 코로나도 원정대가 뉴멕시코를 탐험할 때였다. 원정대의 장교였던 알바라도는 아코마 푸에블로를 마난 후 코로나도에게 보고하기를 아코마 푸에블로가 살고 있는 마을은 “단단한 바위 위에 지어진 매우 이상한 곳"이며 “우리가 본 여러 곳 중에서 가장 강한 곳 중 하나”라고 했다. 마을이 높은 바위위에 있고 사면이 가파른 절벽이며 한 사람만 겨우 올라갈 수 있는 통로가 있는 요새라는 보고를 했다.
코로나도 원정대는 뉴멕시코에 금으로 장식된 시볼라(Cibola) 라고 하는 도시가 있다는 헛소문을 듣고 금을 찾아 탐험한 것인데 원정대가 아코마에 근접해 왔을 때 당시 유리창이라고 할 수 있는 운모로 된 푸에블로 어도비 집의 창문에서 반사되는 금빛 햇빛을 보고 금으로 된 도시를 발견한 것으로 오해했다는 얘기도 전해온다.

반세기 후 1598년 후안 데 오냐테가 누에바 에스파냐(현 멕시코)의 총독 루이스 데 벨라스코의 명을 받아 뉴멕시코 지역을 원정해 리오그란데강 상류 지역을 스페인 왕실 소유로 선언하고 산타페 데 누에보 메히코(Santa Fe de Nuevo México)라고 이름 짓고 총독이 되어 이 지역을 다스렸다.
같은 해 10월 오냐테의 군인들이 아코마 푸에블로로부터 식량을 징수하려 했다. 겨울을 나기 위한 귀중한 식량 비축을 지키려던 아코마 인들은 저항하다 오냐테의 조카 후안 데 살디바르를 포함한 13명의 대원이 살해되는 사건이 일어났다. 이듬해 1월 오냐테는 보복으로 아코마 푸에블로를 침공하여 마을을 불태우고 800명의 아코마 사람들을 살해했고 500명의 여성과 어린이를 노예로 잡아갔다. 오냐테는 살아남은 25세 이상 남성 80명 전원의 한쪽 다리 발목을 절단하는 처벌을 했다. 후에 이 사실을 알게 된 스페인의 왕 펠리페 3세는 오냐테를 소환했고 그의 허위 보고, 잔인성을 유죄로 판정함으로 오냐테는 뉴멕시코에서 추방되었다.

### 교회건축

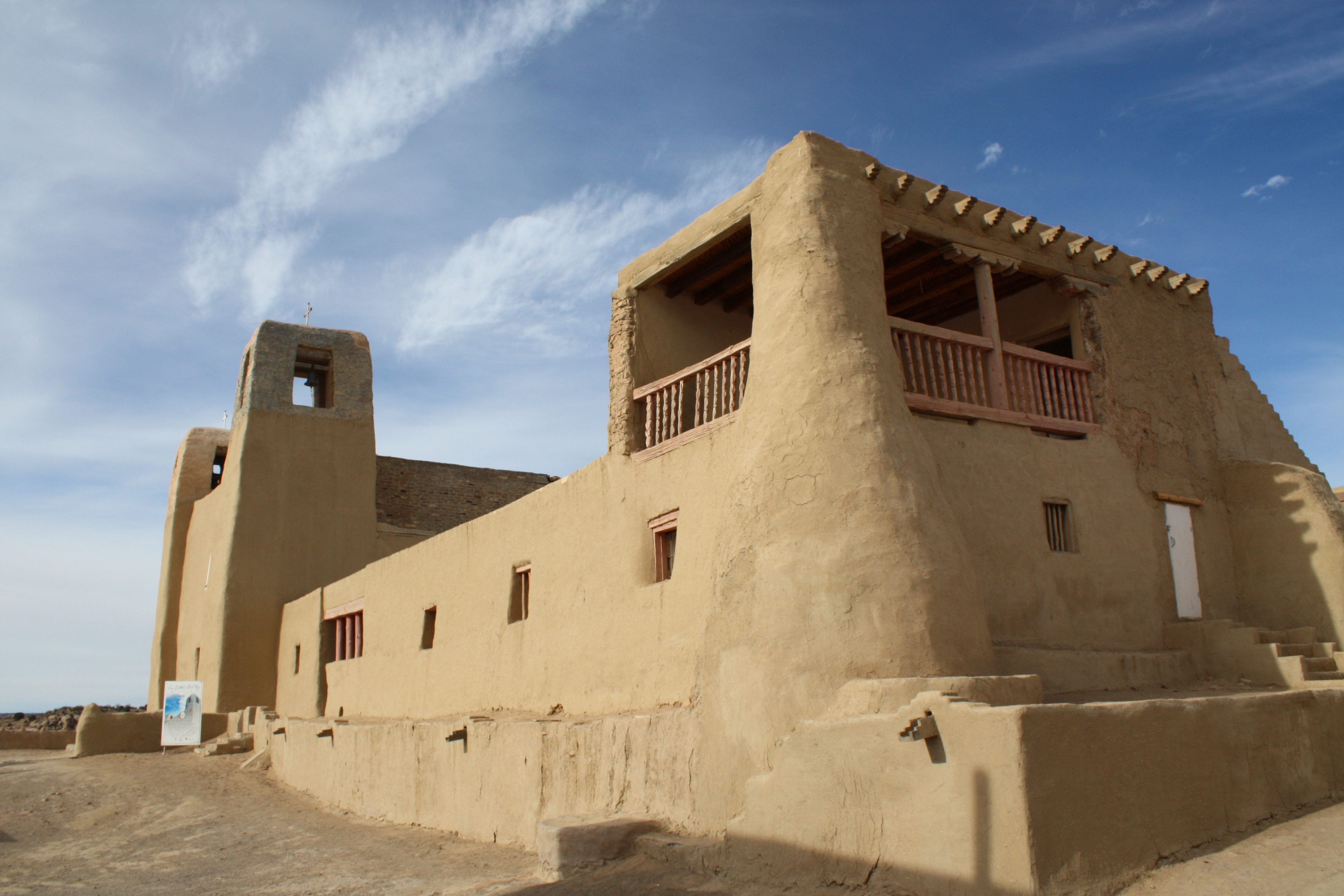
2009년에 찎은 산 에스테반 교회 사진

1629년부터 1641년에 걸쳐 후안 라미레스 신부의 지도에 따라 메사 위의 마을에 산 에스테반 델 레이 교회(San Esteban Del Rey Mission
)가 건설되었다. 길이 30피트의 대들보는 40마일(64km) 떨어진 곳에 있는 마운트 테일러 산에서 옮겨 온 것이며 건축재료인 아도비 진흙은 메사 아래의 계곡으로부터 운반해 왔다. 신성한 교회에 쓰일 대들보 소나무를 땅에 끌고 오면 안 된다는 이유로 짊어지고 운반했다고 전해온다. 6천 평방피트(560평방미터) 건평의 교회에는 60피트(18m) 높이의 나무 기둥과 제단을 볼 수 있다. 이것들은 기독교와 토착 신앙을 상징하는 빨간색과 흰색 무늬를 손으로 새긴 것이다. 아코마인들은 자신의 조상들의 손에 의해 지어진 이 성당을 소중한 문화재로 여긴다. 1970년 이 교회와 푸에블로 마을은 미 국립 사적지에 등재되었다.

## 관광
푸에블로 아코마 메사 언덕 가까운 곳에 스카이시티 문화센터 하쿠 박물관이 있다. 센터 박물관에서는 아코마 역사에 관한 영화들이 상영되고 전통 음식을 제공하는 카페가 있다. 3월부터 10월까지 가이드 투어를 통해 아코마 푸에블로를 관광객에게 공개하고 있다. 가이드 투어는 매 30분 마다 오전 9시30분부터 오후 3시 30분까지 제공되며 안내원과 함께 셔틀을 타고 스카이시티로 올라가서 관광하게 된다. 푸에블로 및 주변의 사진 촬영을 하려면 허가를 받아야 한다. 카메라 사용 허가는 스카이시티 문화센터에서 사용료를 지불하고 얻게 된다. 그러나 교회와 묘지는 사진 촬영이 금지되어 있다.
아코마 푸에블로 근처에는 카지노와 스카이 시티 호텔이 있다. 카지노와 호텔은 알코올이 없으며 아코마 비즈니스 엔터프라이즈에 의해 운영되고 있다. 코로나 바이러스 관계로 2020년 3월 14일부터 스카이시티 센터는 운영을 중지해서 관광 할 수 없게되었다. 개관 날짜는 20년 8월 1일 홈페이지를 통해 발표할 예정이다.

## 도자기
아코마 푸에블로인 이 만든 도자기는 오래전부터 우수한 공예품으로 알려져 있다. 이 지역에서 나오는 특수 점토로 만든 밝은 흰 색깔의 도자기가 특이하다. 주황색과 검은색이 전통적인 색상이었지만, 오늘날 아코마 예술가들은 세대가 지남에 따라 새롭고 밝고 생생한 색상을 많이 도입하고 있다. 해칭 패턴은 비, 번개, 천둥 구름 및 산을 표현하며 반복되는 생명, 물, 하늘을 표현하는 데 자주 사용된다.

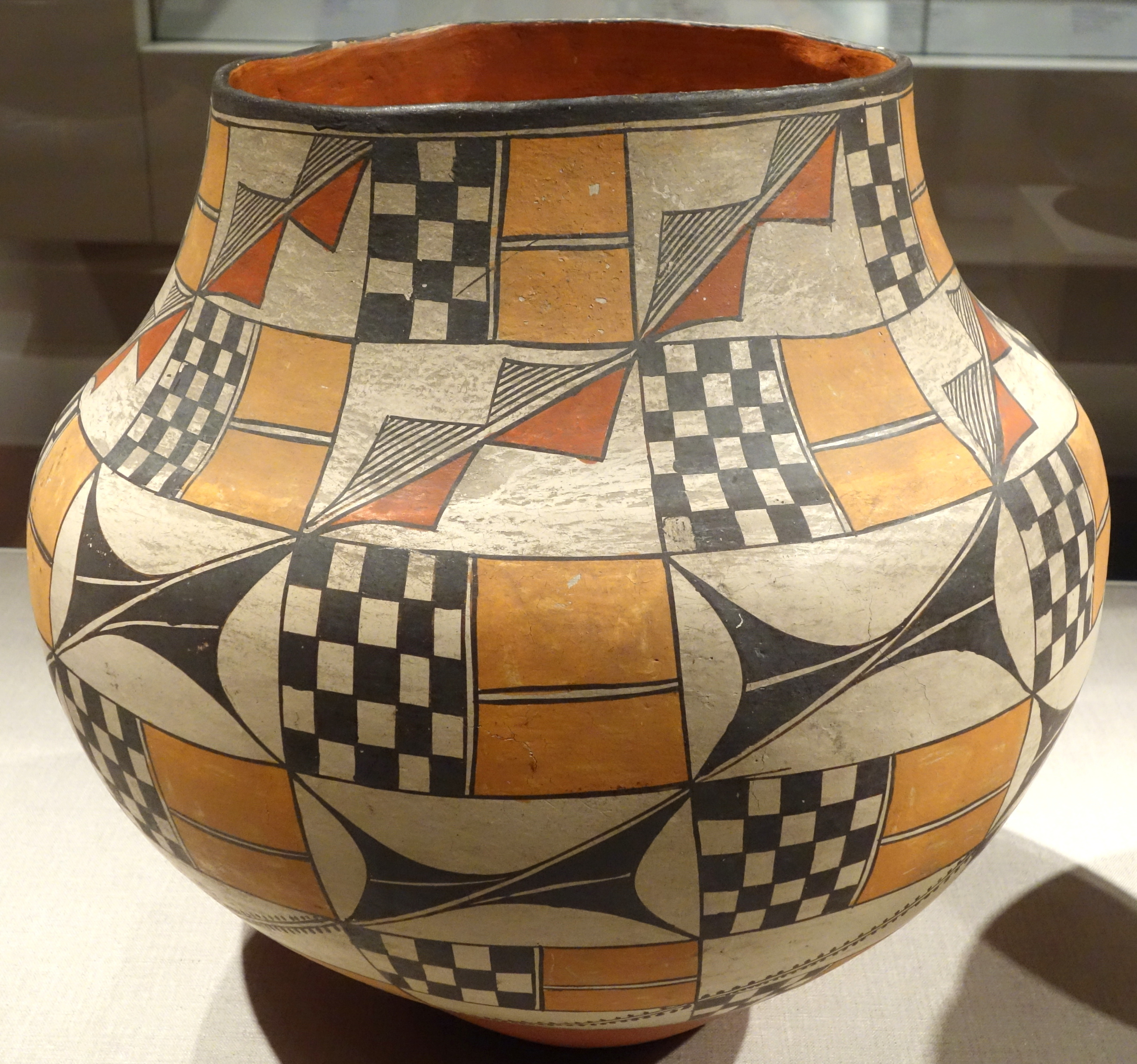
아코마의 도자기